# جمال شتال
جمال الدين شتال (مواليد 23 مايو 1992، لاعب كرة قدم صربي يجيد اللعب في خط الوسط.

## روابط خارجية
- جمال شتال على موقع قاعدة بيانات كرة القدم.إي يو (الإنجليزية)
- جمال شتال على موقع Soccerway.com (الإنجليزية)